# 辺土名テレビ中継局
辺土名テレビ中継局（へんとなテレビちゅうけいきょく）は沖縄県国頭郡国頭村字辺土名に置かれているテレビ中継局。

## 概要
テレビ放送の受信がよくなく、人口が比較的多い国頭村中心部をカバーするために1983年に国頭村字辺土名幸地原の国道58号辺土名トンネル上に設置された（設置当時トンネルを含む辺土名バイパスは建設中で1987年に開通した）。琉球朝日放送（QAB）は開局から約1年半後の1997年に設置され、同局では初のミニサテライト局（出力0.1W＝100mW）設置となった。
今帰仁村の乙羽岳にある今帰仁中継局経由しての中継局で、村の中心部である辺土名を放送エリアとしている。国頭村内では辺土名以南では今帰仁中継局から直接受信、辺土名以北の西部（国道58号・東シナ海側）および東部（沖縄県道70号国頭東線・太平洋側）では同中継局もしくは石川・那覇本局さらには鹿児島の与論・知名中継局（日本テレビ系である鹿児島読売テレビが受信対象かどうかは不明）から共同受信施設経由で受信している。また当中継局では沖縄本島のテレビ中継局としてはもっとも北にある（ラジオも含めると国頭ラジオ中継局がもっとも北にあたる）。
国頭村内には国頭ラジオ中継局というのがあるが、同中継局は村東部の安田に設置されているため、地形上（村の中央部に与那覇岳など山原の高い山々があるため）村西部では受信は困難。ラジオは名護市の名護ラジオ中継局（AMラジオ、NHKはラジオ第1のみ、民放はFMによる中継局）や今帰仁中継局（FMラジオ）を受信しているほか、NHKラジオ第2は与論中継局（FM波による中継局）での受信が可能な地域もある（コールサイン読み上げ以外は全国同一内容であるため）。

## 送信設備

### 地上デジタル放送
| ID | 放送局名           | 物理 チャンネル | 空中線 電力 | ERP  | 放送対象地域 | 放送区域 内世帯数 | 偏波面   | 開局日         |
| -- | ------------------ | --------------- | ----------- | ---- | ------------ | ----------------- | -------- | -------------- |
| 1  | NHK 沖縄総合       | 45              | 10mW        | 28mW | 沖縄県       | 519世帯           | 水平偏波 | 2010年 8月20日 |
| 2  | NHK 沖縄教育       | 44              | 10mW        | 28mW | 全国         | 519世帯           | 水平偏波 | 2010年 8月20日 |
| 3  | RBC 琉球放送       | 46              | 10mW        | 28mW | 沖縄県       | 519世帯           | 水平偏波 | 2010年 8月20日 |
| 5  | QAB 琉球朝日放送   | 50              | 10mW        | 28mW | 沖縄県       | 519世帯           | 水平偏波 | 2010年 8月20日 |
| 8  | OTV 沖縄テレビ放送 | 48              | 10mW        | 28mW | 沖縄県       | 519世帯           | 水平偏波 | 2010年 8月20日 |

- 放送エリアは、国頭村役場を中心とした概ね半径480mの円内の地域。
- 2010年6月23日に予備免許交付、7月上旬から試験放送開始、8月18日に本免許交付、8月20日から本放送開始[1]。
- 参考リンク

### 地上アナログ放送
| チャンネル | 放送局名           | 空中線 電力         | ERP                 | 放送対象地域 | 放送区域 内世帯数 | 偏波面   | 開局日          |
| ---------- | ------------------ | ------------------- | ------------------- | ------------ | ----------------- | -------- | --------------- |
| 53         | QAB 琉球朝日放送   | 映像100mW /音声25mW | 映像350mW /音声87mW | 沖縄県       | 約300世帯         | 水平偏波 | 1997年 3月17日  |
| 55         | OTV 沖縄テレビ放送 | 映像100mW /音声25mW | 映像350mW /音声87mW | 沖縄県       | 約300世帯         | 水平偏波 | 1981年 12月24日 |
| 57         | RBC 琉球放送       | 映像100mW /音声25mW | 映像350mW /音声87mW | 沖縄県       | 約300世帯         | 水平偏波 | 1981年 12月25日 |
| 59         | NHK 沖縄総合       | 映像100mW /音声25mW | 映像350mW /音声87mW | 沖縄県       | 約300世帯         | 水平偏波 | 1981年 12月25日 |
| 61         | NHK 沖縄教育       | 映像100mW /音声25mW | 映像350mW /音声87mW | 全国         | 約300世帯         | 水平偏波 | 1981年 12月25日 |

- 2011年7月24日をもって廃止された。